# Sphaeropeltarion
Sphaeropeltarion is een geslacht van kreeftachtigen uit de klasse van de Malacostraca (hogere kreeftachtigen).

## Soort
- Sphaeropeltarion edentatum Tavares & Cleva, 2010